# پاورکالر
پاورکالر (انگلیسی: PowerColor) شرکت فناوری اطلاعات تایوانی است، که در سال ۱۹۹۷ تأسیس شد.